# Trofeo Alfredo Binda-Comune di Cittiglio 2008
La 33e édition du Trofeo Alfredo Binda-Comune di Cittiglio a eu lieu le 24 mars 2008. C'est la deuxième épreuve de la Coupe du monde de cyclisme sur route féminine 2008, compétition qu'elle intègre cette année-là. Elle est remportée par la Britannique Emma Pooley.

## Présentation

### Parcours
La course utilise deux circuits. Le grand, long d'une trentaine de kilomètres est parcouru deux fois. La côte vers Brinzio est montée. Le petit, long de 17 km, escalade la côte vers Orino. Il est parcouru trois fois.

### Équipes
| Équipes féminines professionnelles (24)- Cervélo-Lifeforce - High Road Women - Menikini-Selle Italia-Masters Color - Equipe Nürnberger Versicherung - Vrienden van het Platteland - Lotto-Belisol Ladiesteam - DSB Bank - Bigla - Halfords Bikehut - Flexpoint - Safi-Pasta Zara Manhattan - Titanedi-Frezza-Acca Due O - AA Drink-Cycling Team - Gauss RDZ Ormu - USC Chirio Forno d'Asolo - Team Specialized Designs for Women - Fenixs - Team Pro féminin Les Carroz - SC Michela Fanini Record Rox - Team CMAX Dila - Swift Racing - Bizkaia-Durango - ELK Haus - Uniqa Équipes nationales (6)- États-Unis - Allemagne - Pays-Bas - Lituanie - Espagne - Belgique |
| |

## Favorites
Pas moins de six vainqueurs de l'épreuve sont au départ : Nicole Cooke, Regina Schleicher, Oenone Wood, Diana Ziliute, Nicole Brändli et Fabiana Luperini. Cooke a retardé sa préparation en vue des Jeux olympiques et ne semble pas en mesure de s'imposer. La locale Noemi Cantele  et la championne du monde Marta Bastianelli font également figure de favorites.

## Récit de la course
La température est élevée pour la saison. Le premier passage de la côte de Brinzio provoque une sélection, une quarantaine de coureuses étant distancée. Au pied de l'ascension de la côte d'Orino, Martine Bras attaque. Son avance atteint au maximum vingt-cinq secondes. Avant la fin du second tour,  Alessandra D'Ettorre part en chasse, mais est rapidement reprise. Le peloton reprend ensuite Bras. Juste avant l'ascension suivante d'Orino, Priska Doppmann passe à l'offensive. Elle est suivie par Miho Oki et Emma Pooley. Dans la pente, cette dernière distance les deux autres. Elle poursuit en solitaire. Le manque d'organisation du peloton lui permet d'obtenir une avance maximale de deux minutes. Derrière, Pascale Schnider tente de s'échapper mais sans succès. À vingt kilomètres de l'arrivée, Doppmann sort de nouveau mais ne peut revenir sur la Britannique. Plus loin, Fabiana Luperini et Elodie Touffet sortent à leur tour. Ce duo est repris au bout de quelques kilomètres. Dans l'ultime ascension d'Orino, le peloton revient sur Doppmann. Marta Bastianelli y place une attaque. Elle est accompagnée de Kristin Armstrong et Nicole Cooke. Ce trio est rattrappé à trois kilomètres de la ligne. Emma Pooley s'impose largement. Derrière, Suzanne De Goede règle le peloton.

## Classements

### Classement final
| \| Classement général \| Classement général \| Classement général \| Classement général \| Classement général \| \| Coureuse \| Coureuse \| Pays \| Équipe \| Temps \| \| ------------------ \| ------------------ \| ------------------ \| ----------------------------------- \| ------------------ \| \| 1re \| Emma Pooley \| Royaume-Uni \| Team Specialized Designs for Women \| 3 h 11 min 12 s \| \| 2e \| Suzanne de Goede \| Pays-Bas \| Equipe Nürnberger Versicherung \| + 1 min 07 s \| \| 3e \| Diana Žiliūtė \| Lituanie \| Safi-Pasta Zara Manhattan \| + 1 min 07 s \| \| 4e \| Miho Oki \| Japon \| Menikini-Selle Italia-Masters Color \| + 1 min 07 s \| \| 5e \| Oenone Wood \| Australie \| High Road Women \| + 1 min 07 s \| \| 6e \| Julia Martisova \| Russie \| Gauss RDZ Ormu \| + 1 min 07 s \| \| 7e \| Emma Johansson \| Suède \| AA Drink-Cycling Team \| + 1 min 07 s \| \| 8e \| Marta Bastianelli \| Italie \| Safi-Pasta Zara Manhattan \| + 1 min 07 s \| \| 9e \| Lorian Graham \| Australie \| Vrienden van het Platteland \| + 1 min 07 s \| \| 10e \| Trixi Worrack \| Allemagne \| Equipe Nürnberger Versicherung \| + 1 min 07 s \| |                   |             |                                     |                 |
| |                   |             |                                     |                 |
| Source : Cycling Quotient |                   |             |                                     |                 |
| Classement général |                   |             |                                     |                 |
| Coureuse | Coureuse          | Pays        | Équipe                              | Temps           |
| 1re | Emma Pooley       | Royaume-Uni | Team Specialized Designs for Women  | 3 h 11 min 12 s |
| 2e | Suzanne de Goede  | Pays-Bas    | Equipe Nürnberger Versicherung      | + 1 min 07 s    |
| 3e | Diana Žiliūtė     | Lituanie    | Safi-Pasta Zara Manhattan           | + 1 min 07 s    |
| 4e | Miho Oki          | Japon       | Menikini-Selle Italia-Masters Color | + 1 min 07 s    |
| 5e | Oenone Wood       | Australie   | High Road Women                     | + 1 min 07 s    |
| 6e | Julia Martisova   | Russie      | Gauss RDZ Ormu                      | + 1 min 07 s    |
| 7e | Emma Johansson    | Suède       | AA Drink-Cycling Team               | + 1 min 07 s    |
| 8e | Marta Bastianelli | Italie      | Safi-Pasta Zara Manhattan           | + 1 min 07 s    |
| 9e | Lorian Graham     | Australie   | Vrienden van het Platteland         | + 1 min 07 s    |
| 10e | Trixi Worrack     | Allemagne   | Equipe Nürnberger Versicherung      | + 1 min 07 s    |

## Liste des participantes
| Légende | Légende                                                                                | Légende | Légende                                                    |
| ------- | -------------------------------------------------------------------------------------- | ------- | ---------------------------------------------------------- |
| Num     | Dossard de départ porté par le coureur sur ce Trofeo Alfredo Binda-Comune di Cittiglio | Pos     | Position à l'arrivée de la course                          |
|         | Indique un maillot de champion national ou mondial, suivi de sa spécialité             | NP      | Indique un coureur qui n'a pas pris le départ de la course |
| AB      | Indique un coureur qui n'a pas terminé la course                                       | HD      | Indique un coureur qui a terminé la course hors des délais |

| États-Unis USA | États-Unis USA   | États-Unis USA |
| -------------- | ---------------- | -------------- |
| Num            | Coureuse         | Pos            |
| 2              | Lauren Franges   | 48e            |
| 3              | Alison Powers    | 16e            |
| 4              | Carmen McNellis  | 75e            |
| 5              | Christine Ruiter | AB             |
| 6              | Megan Guarnier   | AB             |

| Cervélo Lifeforce RLT | Cervélo Lifeforce RLT    | Cervélo Lifeforce RLT |
| --------------------- | ------------------------ | --------------------- |
| Num                   | Coureuse                 | Pos                   |
| 7                     | Emma Rickards (AUS)      | 40e                   |
| 8                     | Kristin Armstrong (USA)  | 21e                   |
| 9                     | Sarah Düster (GER)       | 36e                   |
| 10                    | Joanne Kiesanowski (NZL) | 12e                   |
| 11                    | Priska Doppmann (SUI)    | 18e                   |
| 12                    | Patricia Schwager (SUI)  | 84e                   |

| High Road Women TMP | High Road Women TMP       | High Road Women TMP |
| ------------------- | ------------------------- | ------------------- |
| Num                 | Coureuse                  | Pos                 |
| 13                  | Ina-Yoko Teutenberg (GER) | AB                  |
| 14                  | Judith Arndt (GER)        | 24e                 |
| 15                  | Chantal Beltman (NED)     | 30e                 |
| 16                  | Luise Keller (GER)        | 68e                 |
| 17                  | Madeleine Sandig (GER)    | AB                  |
| 18                  | Oenone Wood (AUS)         | 5e                  |

| Menikini-Selle Italia-Masters Color MSI | Menikini-Selle Italia-Masters Color MSI | Menikini-Selle Italia-Masters Color MSI |
| --------------------------------------- | --------------------------------------- | --------------------------------------- |
| Num                                     | Coureuse                                | Pos                                     |
| 19                                      | Rochelle Gilmore (AUS)                  | AB                                      |
| 20                                      | Oxana Kozonchuk (RUS)                   | 27e                                     |
| 21                                      | Fabiana Luperini (ITA)                  | 34e                                     |
| 22                                      | Sigrid Corneo (SLO)                     | AB                                      |
| 23                                      | Miho Oki (JPN)                          | 4e                                      |
| 24                                      | Kori Seehafer (USA)                     | 53e                                     |

| Equipe Nürnberger Versicherung NUR | Equipe Nürnberger Versicherung NUR | Equipe Nürnberger Versicherung NUR |
| ---------------------------------- | ---------------------------------- | ---------------------------------- |
| Num                                | Coureuse                           | Pos                                |
| 25                                 | Regina Schleicher (GER)            | 72e                                |
| 26                                 | Suzanne de Goede (NED)             | 2e                                 |
| 27                                 | Claudia Häusler (GER)              | 66e                                |
| 28                                 | Eva Lutz (GER)                     | AB                                 |
| 29                                 | Edita Pučinskaitė (LTU)            | 17e                                |
| 30                                 | Trixi Worrack (GER)                | 10e                                |

| Giant Pro Cycling GPC | Giant Pro Cycling GPC | Giant Pro Cycling GPC |
| --------------------- | --------------------- | --------------------- |
| Num                   | Coureuse              | Pos                   |
| 31                    | Liu Xin (CHN)         | AB                    |
| 33                    | Wang Fei (CHN)        | AB                    |
| 34                    | Ma Sufen (CHN)        | AB                    |
| 35                    | Liping Zhang (CHN)    | AB                    |
| 36                    | Wang Wenxia (CHN)     | AB                    |

| Vrienden van het Platteland VVP | Vrienden van het Platteland VVP | Vrienden van het Platteland VVP |
| ------------------------------- | ------------------------------- | ------------------------------- |
| Num                             | Coureuse                        | Pos                             |
| 37                              | Tina Pic (USA)                  | AB                              |
| 38                              | An Van Rie (BEL)                | 23e                             |
| 39                              | Liesbet De Vocht (BEL)          | 44e                             |
| 40                              | Annemiek van Vleuten (NED)      | 41e                             |
| 41                              | Martine Bras (NED)              | 38e                             |
| 42                              | Lorian Graham (AUS)             | 9e                              |

| Lotto-Belisol Ladiesteam LBL | Lotto-Belisol Ladiesteam LBL | Lotto-Belisol Ladiesteam LBL |
| ---------------------------- | ---------------------------- | ---------------------------- |
| Num                          | Coureuse                     | Pos                          |
| 43                           | Lieselot Decroix (BEL)       | 51e                          |
| 44                           | Catherine Delfosse (BEL)     | AB                           |
| 45                           | Sofie Goor (BEL)             | 19e                          |
| 46                           | Vera Koedooder (NED)         | AB                           |
| 47                           | Emma Silversides (GBR)       | AB                           |
| 48                           | Grace Verbeke (BEL)          | 33e                          |

| DSB Bank DSB | DSB Bank DSB           | DSB Bank DSB |
| ------------ | ---------------------- | ------------ |
| Num          | Coureuse               | Pos          |
| 49           | Andrea Bosman (NED)    | 39e          |
| 50           | Angela Hennig (GER)    | 86e          |
| 51           | Sharon van Essen (NED) | AB           |
| 52           | Linda van Rijen (NED)  | AB           |
| 53           | Tina Liebig (GER)      | 62e          |
| 54           | Noortje Tabak (NED)    | AB           |

| Bigla BCT | Bigla BCT              | Bigla BCT |
| --------- | ---------------------- | --------- |
| Num       | Coureuse               | Pos       |
| 55        | Nicole Brändli (SUI)   | 11e       |
| 56        | Noemi Cantele (ITA)    | 14e       |
| 57        | Andrea Graus (AUT)     | 49e       |
| 58        | Jennifer Hohl (SUI)    | AB        |
| 59        | Sereina Trachsel (SUI) | AB        |
| 60        | Zulfiya Zabirova (KAZ) | AB        |

| Team Halfords Bikehut HBH | Team Halfords Bikehut HBH       | Team Halfords Bikehut HBH |
| ------------------------- | ------------------------------- | ------------------------- |
| Num                       | Coureuse                        | Pos                       |
| 61                        | Nicole Cooke (GBR)              | 20e                       |
| 62                        | Emma Trott (GBR)                | AB                        |
| 63                        | Catherine Hare Willianson (GBR) | 43e                       |
| 64                        | Jessica Allen (GBR)             | 80e                       |

| Flexpoint FLX | Flexpoint FLX              | Flexpoint FLX |
| ------------- | -------------------------- | ------------- |
| Num           | Coureuse                   | Pos           |
| 67            | Mirjam Melchers (NED)      | 22e           |
| 68            | Suzanne van Veen (NED)     | AB            |
| 69            | Loes Gunnewijk (NED)       | 61e           |
| 70            | Loes Markerink (NED)       | AB            |
| 71            | Iris Slappendel (NED)      | AB            |
| 72            | Anita Valen de Vries (NOR) | 25e           |

| Safi-Pasta Zara Manhattan SAF | Safi-Pasta Zara Manhattan SAF | Safi-Pasta Zara Manhattan SAF |
| ----------------------------- | ----------------------------- | ----------------------------- |
| Num                           | Coureuse                      | Pos                           |
| 73                            | Marta Bastianelli (ITA)       | 8e                            |
| 74                            | Elena Berlato (ITA)           | 73e                           |
| 75                            | Gunn-Rita Dahle Flesjå (NOR)  | AB                            |
| 76                            | Eneritz Iturriaga (ESP)       | 77e                           |
| 77                            | Luisa Tamanini (ITA)          | AB                            |
| 78                            | Diana Žiliūtė (LTU)           | 3e                            |

| Titanedi-Frezza-Acca Due O TFA | Titanedi-Frezza-Acca Due O TFA | Titanedi-Frezza-Acca Due O TFA |
| ------------------------------ | ------------------------------ | ------------------------------ |
| Num                            | Coureuse                       | Pos                            |
| 79                             | Alessandra Borchi (ITA)        | AB                             |
| 80                             | Giorgia Bronzini (ITA)         | 70e                            |
| 81                             | Simona Frapporti (ITA)         | AB                             |
| 83                             | Eleonora Patuzzo (ITA)         | AB                             |
| 84                             | Marta Tagliaferro (ITA)        | AB                             |

| AA Drink-Cycling Team AAD | AA Drink-Cycling Team AAD        | AA Drink-Cycling Team AAD |
| ------------------------- | -------------------------------- | ------------------------- |
| Num                       | Coureuse                         | Pos                       |
| 85                        | Paulina Brzeźna-Bentkowska (POL) | 56e                       |
| 86                        | Emma Johansson (SWE)             | 7e                        |
| 87                        | Latoya Brulee (BEL)              | AB                        |
| 88                        | Irene van den Broek (NED)        | 32e                       |
| 89                        | Laure Werner (BEL)               | 59e                       |
| 90                        | Kirsten Wild (NED)               | 26e                       |

| Gauss RDZ Ormu GAU | Gauss RDZ Ormu GAU    | Gauss RDZ Ormu GAU |
| ------------------ | --------------------- | ------------------ |
| Num                | Coureuse              | Pos                |
| 91                 | Julia Martisova (RUS) | 6e                 |
| 92                 | Grete Treier (EST)    | 37e                |
| 93                 | Élodie Touffet (FRA)  | 29e                |
| 94                 | Silvia Parietti (ITA) |                    |
| 95                 | Martina Corazza (ITA) | 65e                |
| 96                 | Tatiana Guderzo (ITA) | 28e                |
| 96                 | Verónica Leal (MEX)   | 60e                |

| USC Chirio Forno d'Asolo USC | USC Chirio Forno d'Asolo USC   | USC Chirio Forno d'Asolo USC |
| ---------------------------- | ------------------------------ | ---------------------------- |
| Num                          | Coureuse                       | Pos                          |
| 97                           | Alona Andruk (UKR)             | 46e                          |
| 98                           | Clemilda Fernandes (BRA)       | 57e                          |
| 99                           | Jolanta Polikevičiūtė (LTU)    | 13e                          |
| 100                          | Rasa Polikevičiūtė (LTU)       | 58e                          |
| 101                          | Tereza Němcová (CZE)           | AB                           |
| 102                          | Uênia Fernandes Da Souza (BRA) | AB                           |

| Allemagne GER | Allemagne GER       | Allemagne GER |
| ------------- | ------------------- | ------------- |
| Num           | Coureuse            | Pos           |
| 103           | Lisa Brennauer      | AB            |
| 104           | Romy Kasper         | AB            |
| 105           | Corinna Thumm       | AB            |
| 106           | Lena Köckerling     | AB            |
| 107           | Denise Zuckermandel | AB            |
| 108           | Virginia Hennig     | AB            |

| Pays-Bas NED | Pays-Bas NED       | Pays-Bas NED |
| ------------ | ------------------ | ------------ |
| Num          | Coureuse           | Pos          |
| 109          | Regina Bruins      | 15e          |
| 110          | Anne Eversdijk     | AB           |
| 111          | Sissy van Alebeek  | AB           |
| 112          | Arenda Grimberg    | AB           |
| 113          | Sanne van Paassen  | 76e          |
| 114          | Bertine Spijkerman | AB           |

| Lituanie LTU | Lituanie LTU        | Lituanie LTU |
| ------------ | ------------------- | ------------ |
| Num          | Coureuse            | Pos          |
| 115          | Edita Janeliūnaitė  | AB           |
| 116          | Agne Bagdonaviciutė | AB           |
| 117          | Aušrinė Trebaitė    | 54e          |
| 118          | Agnė Miliškevičiūtė | AB           |
| 119          | Agne Sukutyte       | AB           |
| 120          | Erika Vilūnaitė     | AB           |

| Espagne ESP | Espagne ESP             | Espagne ESP |
| ----------- | ----------------------- | ----------- |
| Num         | Coureuse                | Pos         |
| 121         | María Isabel Moreno     | AB          |
| 122         | Leticia Gil             | AB          |
| 123         | Silvia Tirado Márquez   | AB          |
| 124         | Rosario Rodriguez       | 82e         |
| 125         | Belén López             | AB          |
| 126         | Maria Diez de Ultzurrun | AB          |

| Belgique BEL | Belgique BEL     | Belgique BEL |
| ------------ | ---------------- | ------------ |
| Num          | Coureuse         | Pos          |
| 127          | Anne Arnouts     | AB           |
| 128          | Sjoukje Dufoer   | AB           |
| 129          | Maaike Polspoel  | 83e          |
| 130          | Loes Sels        | 69e          |
| 131          | Karen Steurs     | AB           |
| 132          | Katrien Van Looy | AB           |

| Team Specialized Designs for Women TSW | Team Specialized Designs for Women TSW | Team Specialized Designs for Women TSW |
| -------------------------------------- | -------------------------------------- | -------------------------------------- |
| Num                                    | Coureuse                               | Pos                                    |
| 133                                    | Emma Pooley (GBR)                      | 1re                                    |
| 134                                    | Monika Furrer (SUI)                    | AB                                     |
| 135                                    | Sarah Grab (SUI)                       | AB                                     |
| 136                                    | Mirjam Hauser-Senn (SUI)               | AB                                     |
| 138                                    | Kristen Lasasso (USA)                  | 64e                                    |

| Fenixs FEN | Fenixs FEN               | Fenixs FEN |
| ---------- | ------------------------ | ---------- |
| Num        | Coureuse                 | Pos        |
| 139        | Monia Baccaille (ITA)    | 45e        |
| 140        | Natalja Bojarskaja (RUS) | 67e        |
| 141        | Jessica Cocchi (ITA)     | AB         |
| 142        | Samantha Galassi (ITA)   | AB         |
| 143        | Nadejda Vlasova (RUS)    | AB         |
| 144        | Tatiana Antoshina (RUS)  | 79e        |

| Team Pro féminin Les Carroz TPF | Team Pro féminin Les Carroz TPF | Team Pro féminin Les Carroz TPF |
| ------------------------------- | ------------------------------- | ------------------------------- |
| Num                             | Coureuse                        | Pos                             |
| 147                             | Eugénie Mermillod (FRA)         | AB                              |
| 148                             | Brei Gudsell (NZL)              | AB                              |
| 149                             | Carissa Wilkes (NZL)            | AB                              |
| 150                             | Joy Courault (FRA)              | AB                              |

| SC Michela Fanini Record Rox MIC | SC Michela Fanini Record Rox MIC | SC Michela Fanini Record Rox MIC |
| -------------------------------- | -------------------------------- | -------------------------------- |
| Num                              | Coureuse                         | Pos                              |
| 151                              | Rasa Leleivytė (LTU)             | AB                               |
| 152                              | Daiva Tušlaitė (LTU)             | 52e                              |
| 153                              | Lina Skujaite (LTU)              | AB                               |
| 154                              | Rosane Kirch (BRA)               | 74e                              |
| 155                              | Yulia Blindyuk (RUS)             | AB                               |
| 156                              | Veronica Alessio (ITA)           | AB                               |

| Team CMAX Dila DGC | Team CMAX Dila DGC          | Team CMAX Dila DGC |
| ------------------ | --------------------------- | ------------------ |
| Num                | Coureuse                    | Pos                |
| 157                | Maja Adamsen (DEN)          | AB                 |
| 158                | Alice Donadoni (ITA)        | AB                 |
| 159                | Arien Torsius (RSA)         | AB                 |
| 160                | Sara Mustonen (SWE)         | 78e                |
| 161                | Dorte Lohse Rasmussen (DEN) | 31e                |
| 162                | Marta Vilajosana (ESP)      | 42e                |

| Swift Racing GRT | Swift Racing GRT           | Swift Racing GRT |
| ---------------- | -------------------------- | ---------------- |
| Num              | Coureuse                   | Pos              |
| 163              | Helen Wyman (GBR)          | AB               |
| 164              | Louise Moriarty (IRL)      | AB               |
| 165              | Lien Beyen (BEL)           | AB               |
| 166              | Alice Monger-Godfrey (GBR) | AB               |
| 168              | Ine Beyen (BEL)            | AB               |

| Top Girls Fassa Bortolo Raxy Line TOG | Top Girls Fassa Bortolo Raxy Line TOG | Top Girls Fassa Bortolo Raxy Line TOG |
| ------------------------------------- | ------------------------------------- | ------------------------------------- |
| Num                                   | Coureuse                              | Pos                                   |
| 169                                   | Serena Danesi (ITA)                   | AB                                    |
| 170                                   | Alessandra D'Ettorre (ITA)            | 35e                                   |
| 171                                   | Sara Muccioli (ITA)                   | AB                                    |
| 172                                   | Laura Pisaneschi (ITA)                | AB                                    |
| 173                                   | Francesca Tognali (ITA)               | 71e                                   |
| 174                                   | Anna Zugno (ITA)                      | AB                                    |

| Bizkaia-Durango BPD | Bizkaia-Durango BPD         | Bizkaia-Durango BPD |
| ------------------- | --------------------------- | ------------------- |
| Num                 | Coureuse                    | Pos                 |
| 175                 | Arantzazu Azpiroz (ESP)     | AB                  |
| 176                 | Mireia Epelde (ESP)         | AB                  |
| 177                 | Ana Garcia (ESP)            | 85e                 |
| 178                 | Iosune Murillo Elkano (ESP) | 50e                 |
| 179                 | Catrine Josefsson (SWE)     | AB                  |
| 180                 | Dorleta Zorrilla (ESP)      | AB                  |

| ELK Haus EHN | ELK Haus EHN              | ELK Haus EHN |
| ------------ | ------------------------- | ------------ |
| Num          | Coureuse                  | Pos          |
| 181          | Katharina Blum (GER)      | AB           |
| 182          | Martina Růžičková (CZE)   | AB           |
| 183          | Karin Pauer (AUT)         | AB           |
| 184          | Manuela Grunzweil (AUT)   | AB           |
| 185          | Katarína Uhlariková (SVK) | AB           |
| 186          | Stefanie Degle (GER)      | AB           |

| Uniqa UNG | Uniqa UNG                 | Uniqa UNG |
| --------- | ------------------------- | --------- |
| Num       | Coureuse                  | Pos       |
| 187       | Karin Aune (SWE)          | 47e       |
| 188       | Corinna Kreidl (AUT)      | AB        |
| 189       | Nathalie Lamborelle (LUX) | AB        |
| 190       | Daniela Pintarelli (AUT)  | AB        |
| 191       | Monika Schachl (AUT)      | 55e       |
| 192       | Bernadette Schober (AUT)  | AB        |

| Pol-Aqua PAQ | Pol-Aqua PAQ              | Pol-Aqua PAQ |
| ------------ | ------------------------- | ------------ |
| Num          | Coureuse                  | Pos          |
| 193          | Małgorzata Jasińska (POL) | 63e          |
| 194          | Magdalena Zamolska (POL)  | AB           |
| 195          | Aleksandra Wnuczek (POL)  | AB           |
| 196          | Sylwia Kapusta (POL)      | 81e          |
| 197          | Agnieszka Ryczek (POL)    | AB           |
| 198          | Natalia Fraczek (POL)     | AB           |

| États-Unis USA | États-Unis USA   | États-Unis USA |
| -------------- | ---------------- | -------------- |
| Num            | Coureuse         | Pos            |
| 2              | Lauren Franges   | 48e            |
| 3              | Alison Powers    | 16e            |
| 4              | Carmen McNellis  | 75e            |
| 5              | Christine Ruiter | AB             |
| 6              | Megan Guarnier   | AB             |

| Cervélo Lifeforce RLT | Cervélo Lifeforce RLT    | Cervélo Lifeforce RLT |
| --------------------- | ------------------------ | --------------------- |
| Num                   | Coureuse                 | Pos                   |
| 7                     | Emma Rickards (AUS)      | 40e                   |
| 8                     | Kristin Armstrong (USA)  | 21e                   |
| 9                     | Sarah Düster (GER)       | 36e                   |
| 10                    | Joanne Kiesanowski (NZL) | 12e                   |
| 11                    | Priska Doppmann (SUI)    | 18e                   |
| 12                    | Patricia Schwager (SUI)  | 84e                   |

| High Road Women TMP | High Road Women TMP       | High Road Women TMP |
| ------------------- | ------------------------- | ------------------- |
| Num                 | Coureuse                  | Pos                 |
| 13                  | Ina-Yoko Teutenberg (GER) | AB                  |
| 14                  | Judith Arndt (GER)        | 24e                 |
| 15                  | Chantal Beltman (NED)     | 30e                 |
| 16                  | Luise Keller (GER)        | 68e                 |
| 17                  | Madeleine Sandig (GER)    | AB                  |
| 18                  | Oenone Wood (AUS)         | 5e                  |

| Menikini-Selle Italia-Masters Color MSI | Menikini-Selle Italia-Masters Color MSI | Menikini-Selle Italia-Masters Color MSI |
| --------------------------------------- | --------------------------------------- | --------------------------------------- |
| Num                                     | Coureuse                                | Pos                                     |
| 19                                      | Rochelle Gilmore (AUS)                  | AB                                      |
| 20                                      | Oxana Kozonchuk (RUS)                   | 27e                                     |
| 21                                      | Fabiana Luperini (ITA)                  | 34e                                     |
| 22                                      | Sigrid Corneo (SLO)                     | AB                                      |
| 23                                      | Miho Oki (JPN)                          | 4e                                      |
| 24                                      | Kori Seehafer (USA)                     | 53e                                     |

| Equipe Nürnberger Versicherung NUR | Equipe Nürnberger Versicherung NUR | Equipe Nürnberger Versicherung NUR |
| ---------------------------------- | ---------------------------------- | ---------------------------------- |
| Num                                | Coureuse                           | Pos                                |
| 25                                 | Regina Schleicher (GER)            | 72e                                |
| 26                                 | Suzanne de Goede (NED)             | 2e                                 |
| 27                                 | Claudia Häusler (GER)              | 66e                                |
| 28                                 | Eva Lutz (GER)                     | AB                                 |
| 29                                 | Edita Pučinskaitė (LTU)            | 17e                                |
| 30                                 | Trixi Worrack (GER)                | 10e                                |

| Giant Pro Cycling GPC | Giant Pro Cycling GPC | Giant Pro Cycling GPC |
| --------------------- | --------------------- | --------------------- |
| Num                   | Coureuse              | Pos                   |
| 31                    | Liu Xin (CHN)         | AB                    |
| 33                    | Wang Fei (CHN)        | AB                    |
| 34                    | Ma Sufen (CHN)        | AB                    |
| 35                    | Liping Zhang (CHN)    | AB                    |
| 36                    | Wang Wenxia (CHN)     | AB                    |

| Vrienden van het Platteland VVP | Vrienden van het Platteland VVP | Vrienden van het Platteland VVP |
| ------------------------------- | ------------------------------- | ------------------------------- |
| Num                             | Coureuse                        | Pos                             |
| 37                              | Tina Pic (USA)                  | AB                              |
| 38                              | An Van Rie (BEL)                | 23e                             |
| 39                              | Liesbet De Vocht (BEL)          | 44e                             |
| 40                              | Annemiek van Vleuten (NED)      | 41e                             |
| 41                              | Martine Bras (NED)              | 38e                             |
| 42                              | Lorian Graham (AUS)             | 9e                              |

| Lotto-Belisol Ladiesteam LBL | Lotto-Belisol Ladiesteam LBL | Lotto-Belisol Ladiesteam LBL |
| ---------------------------- | ---------------------------- | ---------------------------- |
| Num                          | Coureuse                     | Pos                          |
| 43                           | Lieselot Decroix (BEL)       | 51e                          |
| 44                           | Catherine Delfosse (BEL)     | AB                           |
| 45                           | Sofie Goor (BEL)             | 19e                          |
| 46                           | Vera Koedooder (NED)         | AB                           |
| 47                           | Emma Silversides (GBR)       | AB                           |
| 48                           | Grace Verbeke (BEL)          | 33e                          |

| DSB Bank DSB | DSB Bank DSB           | DSB Bank DSB |
| ------------ | ---------------------- | ------------ |
| Num          | Coureuse               | Pos          |
| 49           | Andrea Bosman (NED)    | 39e          |
| 50           | Angela Hennig (GER)    | 86e          |
| 51           | Sharon van Essen (NED) | AB           |
| 52           | Linda van Rijen (NED)  | AB           |
| 53           | Tina Liebig (GER)      | 62e          |
| 54           | Noortje Tabak (NED)    | AB           |

| Bigla BCT | Bigla BCT              | Bigla BCT |
| --------- | ---------------------- | --------- |
| Num       | Coureuse               | Pos       |
| 55        | Nicole Brändli (SUI)   | 11e       |
| 56        | Noemi Cantele (ITA)    | 14e       |
| 57        | Andrea Graus (AUT)     | 49e       |
| 58        | Jennifer Hohl (SUI)    | AB        |
| 59        | Sereina Trachsel (SUI) | AB        |
| 60        | Zulfiya Zabirova (KAZ) | AB        |

| Team Halfords Bikehut HBH | Team Halfords Bikehut HBH       | Team Halfords Bikehut HBH |
| ------------------------- | ------------------------------- | ------------------------- |
| Num                       | Coureuse                        | Pos                       |
| 61                        | Nicole Cooke (GBR)              | 20e                       |
| 62                        | Emma Trott (GBR)                | AB                        |
| 63                        | Catherine Hare Willianson (GBR) | 43e                       |
| 64                        | Jessica Allen (GBR)             | 80e                       |

| Flexpoint FLX | Flexpoint FLX              | Flexpoint FLX |
| ------------- | -------------------------- | ------------- |
| Num           | Coureuse                   | Pos           |
| 67            | Mirjam Melchers (NED)      | 22e           |
| 68            | Suzanne van Veen (NED)     | AB            |
| 69            | Loes Gunnewijk (NED)       | 61e           |
| 70            | Loes Markerink (NED)       | AB            |
| 71            | Iris Slappendel (NED)      | AB            |
| 72            | Anita Valen de Vries (NOR) | 25e           |

| Safi-Pasta Zara Manhattan SAF | Safi-Pasta Zara Manhattan SAF | Safi-Pasta Zara Manhattan SAF |
| ----------------------------- | ----------------------------- | ----------------------------- |
| Num                           | Coureuse                      | Pos                           |
| 73                            | Marta Bastianelli (ITA)       | 8e                            |
| 74                            | Elena Berlato (ITA)           | 73e                           |
| 75                            | Gunn-Rita Dahle Flesjå (NOR)  | AB                            |
| 76                            | Eneritz Iturriaga (ESP)       | 77e                           |
| 77                            | Luisa Tamanini (ITA)          | AB                            |
| 78                            | Diana Žiliūtė (LTU)           | 3e                            |

| Titanedi-Frezza-Acca Due O TFA | Titanedi-Frezza-Acca Due O TFA | Titanedi-Frezza-Acca Due O TFA |
| ------------------------------ | ------------------------------ | ------------------------------ |
| Num                            | Coureuse                       | Pos                            |
| 79                             | Alessandra Borchi (ITA)        | AB                             |
| 80                             | Giorgia Bronzini (ITA)         | 70e                            |
| 81                             | Simona Frapporti (ITA)         | AB                             |
| 83                             | Eleonora Patuzzo (ITA)         | AB                             |
| 84                             | Marta Tagliaferro (ITA)        | AB                             |

| AA Drink-Cycling Team AAD | AA Drink-Cycling Team AAD        | AA Drink-Cycling Team AAD |
| ------------------------- | -------------------------------- | ------------------------- |
| Num                       | Coureuse                         | Pos                       |
| 85                        | Paulina Brzeźna-Bentkowska (POL) | 56e                       |
| 86                        | Emma Johansson (SWE)             | 7e                        |
| 87                        | Latoya Brulee (BEL)              | AB                        |
| 88                        | Irene van den Broek (NED)        | 32e                       |
| 89                        | Laure Werner (BEL)               | 59e                       |
| 90                        | Kirsten Wild (NED)               | 26e                       |

| Gauss RDZ Ormu GAU | Gauss RDZ Ormu GAU    | Gauss RDZ Ormu GAU |
| ------------------ | --------------------- | ------------------ |
| Num                | Coureuse              | Pos                |
| 91                 | Julia Martisova (RUS) | 6e                 |
| 92                 | Grete Treier (EST)    | 37e                |
| 93                 | Élodie Touffet (FRA)  | 29e                |
| 94                 | Silvia Parietti (ITA) |                    |
| 95                 | Martina Corazza (ITA) | 65e                |
| 96                 | Tatiana Guderzo (ITA) | 28e                |
| 96                 | Verónica Leal (MEX)   | 60e                |

| USC Chirio Forno d'Asolo USC | USC Chirio Forno d'Asolo USC   | USC Chirio Forno d'Asolo USC |
| ---------------------------- | ------------------------------ | ---------------------------- |
| Num                          | Coureuse                       | Pos                          |
| 97                           | Alona Andruk (UKR)             | 46e                          |
| 98                           | Clemilda Fernandes (BRA)       | 57e                          |
| 99                           | Jolanta Polikevičiūtė (LTU)    | 13e                          |
| 100                          | Rasa Polikevičiūtė (LTU)       | 58e                          |
| 101                          | Tereza Němcová (CZE)           | AB                           |
| 102                          | Uênia Fernandes Da Souza (BRA) | AB                           |

| Allemagne GER | Allemagne GER       | Allemagne GER |
| ------------- | ------------------- | ------------- |
| Num           | Coureuse            | Pos           |
| 103           | Lisa Brennauer      | AB            |
| 104           | Romy Kasper         | AB            |
| 105           | Corinna Thumm       | AB            |
| 106           | Lena Köckerling     | AB            |
| 107           | Denise Zuckermandel | AB            |
| 108           | Virginia Hennig     | AB            |

| Pays-Bas NED | Pays-Bas NED       | Pays-Bas NED |
| ------------ | ------------------ | ------------ |
| Num          | Coureuse           | Pos          |
| 109          | Regina Bruins      | 15e          |
| 110          | Anne Eversdijk     | AB           |
| 111          | Sissy van Alebeek  | AB           |
| 112          | Arenda Grimberg    | AB           |
| 113          | Sanne van Paassen  | 76e          |
| 114          | Bertine Spijkerman | AB           |

| Lituanie LTU | Lituanie LTU        | Lituanie LTU |
| ------------ | ------------------- | ------------ |
| Num          | Coureuse            | Pos          |
| 115          | Edita Janeliūnaitė  | AB           |
| 116          | Agne Bagdonaviciutė | AB           |
| 117          | Aušrinė Trebaitė    | 54e          |
| 118          | Agnė Miliškevičiūtė | AB           |
| 119          | Agne Sukutyte       | AB           |
| 120          | Erika Vilūnaitė     | AB           |

| Espagne ESP | Espagne ESP             | Espagne ESP |
| ----------- | ----------------------- | ----------- |
| Num         | Coureuse                | Pos         |
| 121         | María Isabel Moreno     | AB          |
| 122         | Leticia Gil             | AB          |
| 123         | Silvia Tirado Márquez   | AB          |
| 124         | Rosario Rodriguez       | 82e         |
| 125         | Belén López             | AB          |
| 126         | Maria Diez de Ultzurrun | AB          |

| Belgique BEL | Belgique BEL     | Belgique BEL |
| ------------ | ---------------- | ------------ |
| Num          | Coureuse         | Pos          |
| 127          | Anne Arnouts     | AB           |
| 128          | Sjoukje Dufoer   | AB           |
| 129          | Maaike Polspoel  | 83e          |
| 130          | Loes Sels        | 69e          |
| 131          | Karen Steurs     | AB           |
| 132          | Katrien Van Looy | AB           |

| Team Specialized Designs for Women TSW | Team Specialized Designs for Women TSW | Team Specialized Designs for Women TSW |
| -------------------------------------- | -------------------------------------- | -------------------------------------- |
| Num                                    | Coureuse                               | Pos                                    |
| 133                                    | Emma Pooley (GBR)                      | 1re                                    |
| 134                                    | Monika Furrer (SUI)                    | AB                                     |
| 135                                    | Sarah Grab (SUI)                       | AB                                     |
| 136                                    | Mirjam Hauser-Senn (SUI)               | AB                                     |
| 138                                    | Kristen Lasasso (USA)                  | 64e                                    |

| Fenixs FEN | Fenixs FEN               | Fenixs FEN |
| ---------- | ------------------------ | ---------- |
| Num        | Coureuse                 | Pos        |
| 139        | Monia Baccaille (ITA)    | 45e        |
| 140        | Natalja Bojarskaja (RUS) | 67e        |
| 141        | Jessica Cocchi (ITA)     | AB         |
| 142        | Samantha Galassi (ITA)   | AB         |
| 143        | Nadejda Vlasova (RUS)    | AB         |
| 144        | Tatiana Antoshina (RUS)  | 79e        |

| Team Pro féminin Les Carroz TPF | Team Pro féminin Les Carroz TPF | Team Pro féminin Les Carroz TPF |
| ------------------------------- | ------------------------------- | ------------------------------- |
| Num                             | Coureuse                        | Pos                             |
| 147                             | Eugénie Mermillod (FRA)         | AB                              |
| 148                             | Brei Gudsell (NZL)              | AB                              |
| 149                             | Carissa Wilkes (NZL)            | AB                              |
| 150                             | Joy Courault (FRA)              | AB                              |

| SC Michela Fanini Record Rox MIC | SC Michela Fanini Record Rox MIC | SC Michela Fanini Record Rox MIC |
| -------------------------------- | -------------------------------- | -------------------------------- |
| Num                              | Coureuse                         | Pos                              |
| 151                              | Rasa Leleivytė (LTU)             | AB                               |
| 152                              | Daiva Tušlaitė (LTU)             | 52e                              |
| 153                              | Lina Skujaite (LTU)              | AB                               |
| 154                              | Rosane Kirch (BRA)               | 74e                              |
| 155                              | Yulia Blindyuk (RUS)             | AB                               |
| 156                              | Veronica Alessio (ITA)           | AB                               |

| Team CMAX Dila DGC | Team CMAX Dila DGC          | Team CMAX Dila DGC |
| ------------------ | --------------------------- | ------------------ |
| Num                | Coureuse                    | Pos                |
| 157                | Maja Adamsen (DEN)          | AB                 |
| 158                | Alice Donadoni (ITA)        | AB                 |
| 159                | Arien Torsius (RSA)         | AB                 |
| 160                | Sara Mustonen (SWE)         | 78e                |
| 161                | Dorte Lohse Rasmussen (DEN) | 31e                |
| 162                | Marta Vilajosana (ESP)      | 42e                |

| Swift Racing GRT | Swift Racing GRT           | Swift Racing GRT |
| ---------------- | -------------------------- | ---------------- |
| Num              | Coureuse                   | Pos              |
| 163              | Helen Wyman (GBR)          | AB               |
| 164              | Louise Moriarty (IRL)      | AB               |
| 165              | Lien Beyen (BEL)           | AB               |
| 166              | Alice Monger-Godfrey (GBR) | AB               |
| 168              | Ine Beyen (BEL)            | AB               |

| Top Girls Fassa Bortolo Raxy Line TOG | Top Girls Fassa Bortolo Raxy Line TOG | Top Girls Fassa Bortolo Raxy Line TOG |
| ------------------------------------- | ------------------------------------- | ------------------------------------- |
| Num                                   | Coureuse                              | Pos                                   |
| 169                                   | Serena Danesi (ITA)                   | AB                                    |
| 170                                   | Alessandra D'Ettorre (ITA)            | 35e                                   |
| 171                                   | Sara Muccioli (ITA)                   | AB                                    |
| 172                                   | Laura Pisaneschi (ITA)                | AB                                    |
| 173                                   | Francesca Tognali (ITA)               | 71e                                   |
| 174                                   | Anna Zugno (ITA)                      | AB                                    |

| Bizkaia-Durango BPD | Bizkaia-Durango BPD         | Bizkaia-Durango BPD |
| ------------------- | --------------------------- | ------------------- |
| Num                 | Coureuse                    | Pos                 |
| 175                 | Arantzazu Azpiroz (ESP)     | AB                  |
| 176                 | Mireia Epelde (ESP)         | AB                  |
| 177                 | Ana Garcia (ESP)            | 85e                 |
| 178                 | Iosune Murillo Elkano (ESP) | 50e                 |
| 179                 | Catrine Josefsson (SWE)     | AB                  |
| 180                 | Dorleta Zorrilla (ESP)      | AB                  |

| ELK Haus EHN | ELK Haus EHN              | ELK Haus EHN |
| ------------ | ------------------------- | ------------ |
| Num          | Coureuse                  | Pos          |
| 181          | Katharina Blum (GER)      | AB           |
| 182          | Martina Růžičková (CZE)   | AB           |
| 183          | Karin Pauer (AUT)         | AB           |
| 184          | Manuela Grunzweil (AUT)   | AB           |
| 185          | Katarína Uhlariková (SVK) | AB           |
| 186          | Stefanie Degle (GER)      | AB           |

| Uniqa UNG | Uniqa UNG                 | Uniqa UNG |
| --------- | ------------------------- | --------- |
| Num       | Coureuse                  | Pos       |
| 187       | Karin Aune (SWE)          | 47e       |
| 188       | Corinna Kreidl (AUT)      | AB        |
| 189       | Nathalie Lamborelle (LUX) | AB        |
| 190       | Daniela Pintarelli (AUT)  | AB        |
| 191       | Monika Schachl (AUT)      | 55e       |
| 192       | Bernadette Schober (AUT)  | AB        |

| Pol-Aqua PAQ | Pol-Aqua PAQ              | Pol-Aqua PAQ |
| ------------ | ------------------------- | ------------ |
| Num          | Coureuse                  | Pos          |
| 193          | Małgorzata Jasińska (POL) | 63e          |
| 194          | Magdalena Zamolska (POL)  | AB           |
| 195          | Aleksandra Wnuczek (POL)  | AB           |
| 196          | Sylwia Kapusta (POL)      | 81e          |
| 197          | Agnieszka Ryczek (POL)    | AB           |
| 198          | Natalia Fraczek (POL)     | AB           |

Source.